# Ostrożnie, pożądanie
Ostrożnie, pożądanie – film wyreżyserowany przez Anga Lee (2007). Film jest oparty na opublikowanej w 1979 roku noweli pod tym samym tytułem, którą napisała Eileen Chang.

## Fabuła
Akcja filmu rozgrywa się w latach 30. XX wieku, w Szanghaju (w Chinach), będącym pod okupacją Japonii. Szóstka młodych ludzi tworzy kółko aktorskie i wystawia spektakle patriotyczne nawołujące do walki o niepodległość Chin. Wkrótce dochodzą do wniosku, że sama sztuka im nie wystarcza, chcą czynnie włączyć się w działania ruchu oporu. Postanawiają zastawić pułapkę na kolaborującego z Japończykami ministra, pana Yee. Główna bohaterka, Wang, dostaje zadanie uwiedzenia mężczyzny.
W filmie ważną rolę odgrywają sceny erotyczne. Były one kręcone przez 11 dni na zamkniętym planie, gdzie bohaterom towarzyszyła tylko główna kamera i nieliczny personel. Pojawiły się spekulacje, czy akty miłosne były jedynie symulowane. M.in. w Singapurze i Chinach, większość z nich została ocenzurowana.